# Conchocarpus larensis
Conchocarpus larensis är en vinruteväxtart som först beskrevs av Tamayo & Croizat, och fick sitt nu gällande namn av J. A. Kallunki & J. R. Pirani. Conchocarpus larensis ingår i släktet Conchocarpus och familjen vinruteväxter. Inga underarter finns listade i Catalogue of Life.